# Boeing X-51 Waverider
Boeing X-51 Waverider bespilotna je istraživačka scramjet eksperimentalna letjelica za hipersonični let pri brzini od 5 Macha (5300 km/h) i na visini od 21 000 m. Zrakoplov je 2005. godine dobio oznaku X-51. Završio je svoj prvi hipersonični let s motorom 26. svibnja 2010. Nakon dva neuspješna probna leta, X-51 letio je preko šest minuta i postigao brzinu od preko 5 Macha za 210 sekundi 1. svibnja 2013. za najdulji motorni hipersonični let.
Waverider se općenito odnosi na zrakoplove koji iskorištavaju kompresijsko dizanje koje stvaraju njihovi vlastiti udarni valovi. Program X-51 bio je zajednički napor Zračnih snaga Sjedinjenih Država, DARPA-e, NASA-e, Boeinga i Pratt & Whitney Rocketdynea. Programom je upravljala Uprava za zrakoplovne sustave unutar Istraživačkog laboratorija američkog ratnog zrakoplovstva (AFRL).

## Dizajn i razvoj
U 1990-ima je Laboratorij za istraživanje zračnih snaga (AFRL) započeo HyTECH program za hipersoničnu propulziju. Pratt & Whitney je dobio ugovor od AFRL-a za razvoj scramjet motora na ugljikovodik koji je doveo do razvoja motora SJX61. Motor SJX61 izvorno je bio namijenjen za NASA X-43C, koji je na kraju otkazan. Motor je primijenjen na AFRL-ov Scramjet Engine Demonstrator program krajem 2003. Scramjet zrakoplov za testiranje letenja označen je X-51 27. rujna 2005.
U demonstracijama leta, B-52 nosi X-51 na visinu od oko 15 km i zatim ga pušta iznad Tihog oceana. X-51 je u početku pogonjen MGM-140 ATACMS čvrstim raketnim pojačivačem do približno Mach 4,5 (4 800 km/h). Pogonski uređaj se zatim odbacuje i Pratt & Whitney Rocketdyne SJY61 scramjet motor ga ubrzava do najveće brzine leta blizu Macha 6 (6 400 km/h). X-51 koristi gorivo JP-7 za SJY61 scramjet te nosi 120 kg tog goriva.

## Tehnički podaci
- Posada: Nema
- Duljina: 7,62 m
- Prazna masa: 1 814 kg
- Pogon: 1 × MGM-140 ATACMS raketni pojačivač
- Pogon: 1 × Pratt & Whitney Rocketdyne SJY61 scramjet

### Performanse
- Najveća brzina: Mach 5.1 (6.200 km/h)
- Domet: 740 km
- Gornja granica leta: 21 300 m